# لارا بریجمن

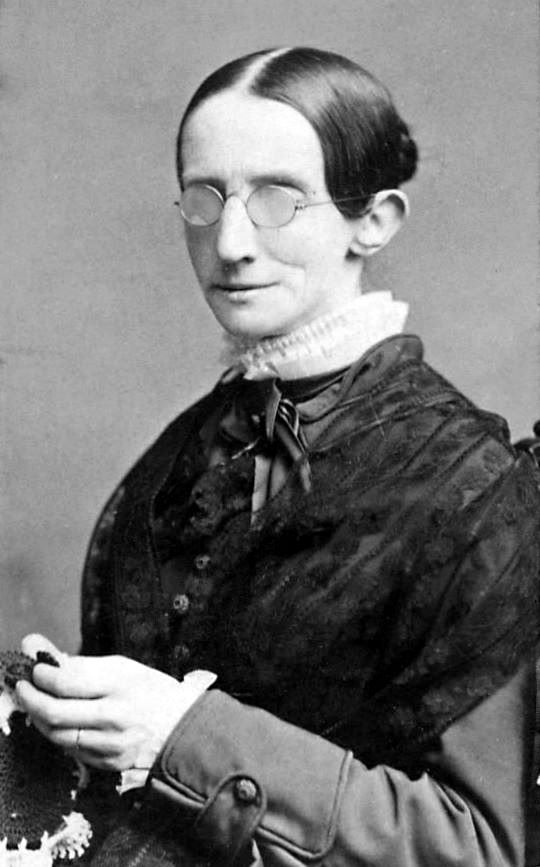
نگاره‌ای از لارا بریجمن.

لارا بریجمن (به انگلیسی: Laura Dewey Lynn Bridgman) (زاده ۲۱ دسامبر ۱۸۲۹ در هانوفر (نیوهمپشایر) - درگذشته ۲۴ مه ۱۸۸۹)، اولین فرد ناشنوا و نابینایی است که موفق شد در دوران کودکی، تحصیلات قابل توجهی در رشته زبان انگلیسی داشته باشد. این در حالی است که او این تحصیلات را پنجاه سال قبل از هلن کلر به پایان رساند. البته پیش از او افراد نابینا و ناشنوای دیگری موفق شده بودند که با زبان علائم لمسی با دیگران ارتباط برقرار کنند و ویکتورین موریسیو (۱۷۸۹–۱۸۳۲) موفق شده بود که پیش از او، در کودکی زبان فرانسه را نیز یاد بگیرد.

## زندگی

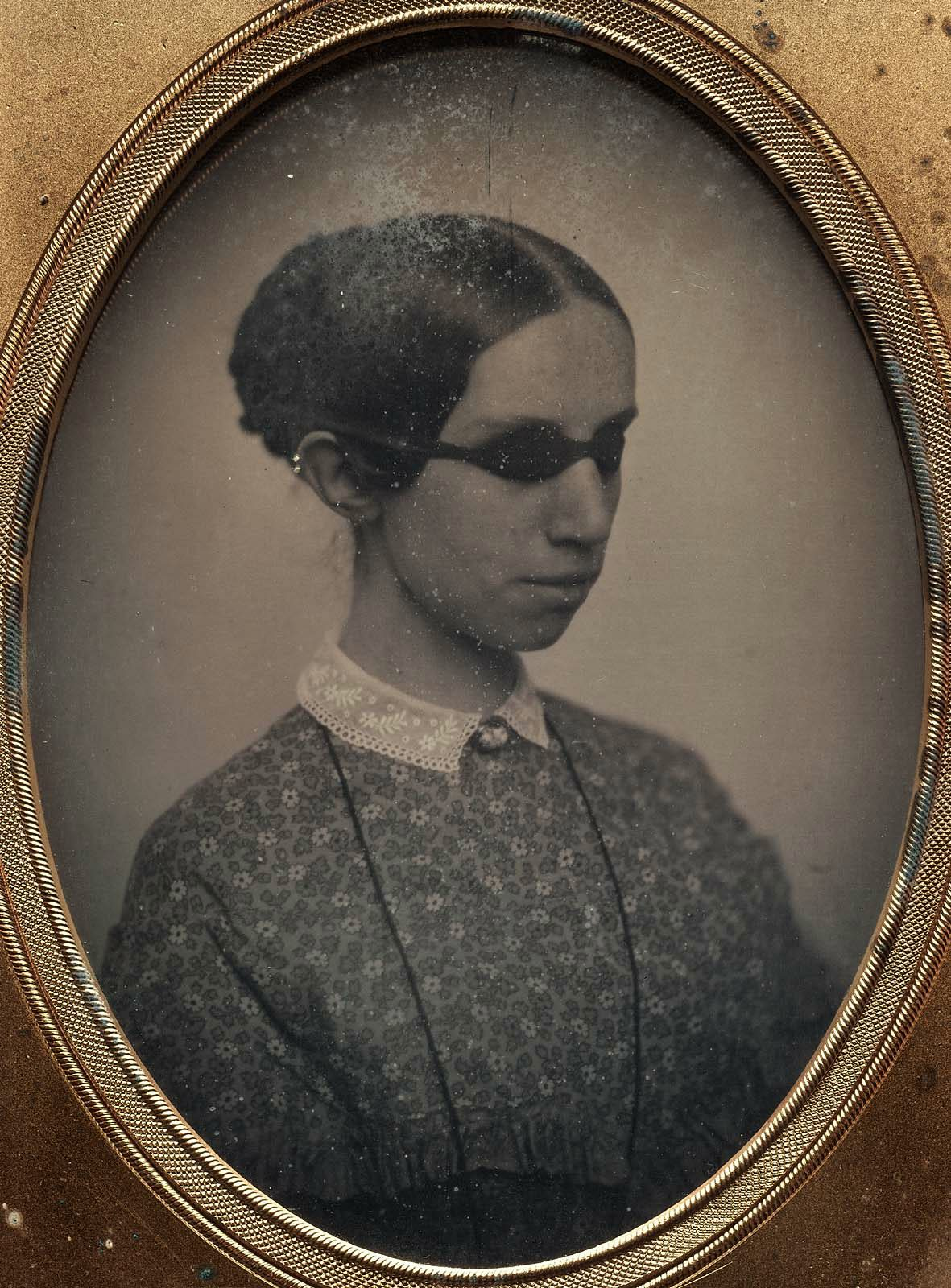
نگاره‌ای از لارا بریجمن، گرفته شده در حدود سال ۱۸۵۵ میلادی.

لارا بریجمن در سن دو سالگی بینایی و شنوایی‌اش را بر اثر بیماری مخملک از دست داد. این بیماری دو خواهر بزرگ او را به کشتن داد. جیمز بارت از دانشگاه دارتموث در سال ۱۸۳۷ او را در خانه‌شان دید و به هوش بالای او پی برد و او را به رئیس مؤسسه مدرسه نابینایان پرکینز معرفی کرد. لارا در ۱۲ اکتبر ۱۸۳۷، دو ماه پیش از اینکه ۸ سالش تمام شود به این مدرسه رفت.
در آنجا دکتر ساموئل گریدلی هاو تلاش‌های بسیاری برای ارتباط برقرار کردن و آموزش الفبا و علائم نابینایان و ناشنوایان به او کرد. لارا در ۲۴ ژوئیه ۱۸۳۹ موفق شد که نام خود را به‌طور خوانا امضا کرده و بنویسد و در ۲۰ ژوئن ۱۸۴۰ اولین درس ریاضی خود را آموزش دید.
او در زندگی خود دچار غم‌های بسیاری شد. از جمله رفتن معلمانش یکی پس از دیگری و رها کردن او که چندی باعث مریضی و نابسامانی او شد. پس از پایان دروس به خانه خود بازگشت ولی پس از مدتی ناراحتی و مریضی به سراغش آمد و دکتر هاو دوباره او را به مدرسه بازگرداند. او همیشه از نبود کسی که بتواند با او با زبان علائم لمسی سخن بگوید ناراحت بود.
لارا در سال ۱۸۸۹ مریض شد و در ۲۴ ماه مه درگذشت. او را در قبرستانی در نزدیکی مزرعه خانوادگیشان به خاک سپردند.

## میراث
در ژانویه ۱۸۴۲، چارلز دیکنز از مدرسه پرکینز بازدید کرد و در کتاب یادداشت‌های آمریکایی خود مشتاقانه از موفقیت دکتر هاو در آموزش لارا بریجمن نوشت. بعدها، کیت کلر، مادر هلن کلر این نوشته‌ها را خواند و همین باعث شد که به دنبال آموزگاری برای فرزندش بگردد. آن سالیوان که خود با همان روش بریجمن در مدرسه پرکینز آموزش دیده بود به معلمی هلن کلر برگزیده شد و باعث شهرت جهانی او شد.
آندره ژید در کتاب آهنگ روستایی از مورد لارا بریجمن نام برده‌است.
یک کشتی لیبرتی نیز به نام او نامگذاری شده‌است.